# آلفا ماهی پرنده
آلفا ماهی پرنده یک ستاره است که در صورت فلکی ماهی پرنده قرار دارد.